# Nishtun
Nishtun (arabo: نشتن), è una città costiera dello Yemen.